# Wasilij Miedwiedski
Wasilij Ławrientjewicz Miedwiedski (ros. Василий Лаврентьевич Медведский, ur. 1896 w miasteczku Szumiaczi, zm. 23 czerwca 1945 w Moskwie) – Białorusin, funkcjonariusz radzieckich służb specjalnych, komisarz bezpieczeństwa państwowego.

## Życiorys
Od sierpnia 1915 do czerwca 1918 służył w armii, później w milicji, od lipca 1919 w Czece w Rosławiu. Od lipca 1920 w Czece/GPU w Witebsku, od września 1924 do września 1927 w OGPU w Mińsku, od października 1927 do października 1928 w OGPU w Briańsku, od listopada 1928 do października 1930 w OGPU w Połocku, od sierpnia 1932 do września 1933 szef Wydziału Transportu Drogowego OGPU Kolei Moskwa-Kursk. Od września 1933 do lipca 1936 szef Wydziału Transportowego OGPU/NKWD stanicy Moskwa Siewiernaja, od stycznia 1936 starszy porucznik bezpieczeństwa państwowego, od 23 lipca 1936 do lipca 1937 pełnomocnik Oddziału 9 Wydziału Transportowego Głównego Zarządu Bezpieczeństwa Państwowego, od lipca do 1 listopada 1937 pełnomocnik operacyjny Oddziału 1 Wydziału 11 Głównego Zarządu Bezpieczeństwa Państwowego, od 1 listopada 1937 do 1 marca 1938 pełnomocnik operacyjny Oddziału 2 Wydziału 11 Głównego Zarządu Bezpieczeństwa Państwowego, potem pomocnik szefa tego oddziału. Od 5 listopada 1938 do sierpnia 1939 szef Oddziału 1 Wydziału 2 Głównego Zarządu Transportowego NKWD ZSRR, od 5 sierpnia 1939 do stycznia 1940 szef 2 grupy i pomocnik szefa Sekcji Śledczej Głównego Zarządu transportowego NKWD ZSRR, od stycznia do 25 lipca 1940 szef Wydziału Transportu Drogowego NKWD Kolei im. Kirowa w Leningradzie, 22 marca 1940 awansowany na kapitana bezpieczeństwa państwowego. Od 25 lipca 1940 do marca 1941 szef Wydziału Transportu Drogowego NKWD Kolei Leningradzkiej, od sierpnia 1941 do 3 października 1942 szef Wydziału Transportowego NKWD Kolei Leningradzkiej, 25 maja 1942 mianowany majorem bezpieczeństwa państwowego, od 3 października 1942 do 28 czerwca 1943 szef Wydziału Transportowego NKWD Kolei Północno-Pieczorskiej, 14 lutego 1943 awansowany na pułkownika bezpieczeństwa państwowego. Od 9 sierpnia 1943 szef Wydziału 4 Zarządu 3 NKGB ZSRR, 20 września 1943 mianowany komisarzem bezpieczeństwa państwowego.

## Odznaczenia
- Order Lenina (21 lutego 1945)
- Order Czerwonego Sztandaru (3 listopada 1944)
- Order Czerwonego Sztandaru Pracy (24 lipca 1942)
- Order Czerwonej Gwiazdy (24 lutego 1945)
- Odznaka "Zasłużony Funkcjonariusz NKWD" (4 lutego 1942)